# عبد الرحمن فارس
عبد الرحمان فارس (بالفرنسية: Abderrahmane Farès) ولد بأقبو بولاية بجاية في 30 جانفي 1911، من قدماء الوفود
المالية للجزائر

## نشأته
تنحدر عائلة «عبد الرحمان فارس» من قرية أمالو في ولاية بجاية.
وجده هو سيدي أحمد أويحي الذي أسس زاوية سيدي أحمد بن يحي أومالو خلال بداية القرن الثامن الهجري في سنة 1302م الموافق لعام 722هـ.

## حياته السياسية
انتخب في المجلس التأسيسي عام 1949، ترأس المجلس الجزائري في الجنوب الجزائري عام 1953، وعمل موثقا مدينة القليعة غرب العاصمة.
عند اندلاع الثورة حاولت فرنسا إستغلاله في خططها لمواجهة الثورة لكن جبهة التحرير أحبطت ذلك، ثم استقر منذ 1956 بفرنسا وكان يعمل مع فيدرالية جبهة التحرير الوطني بفرنسا لجمع التمويل للثورة عن طريق الاشتراكات من المهاجرين، لكن السلطات الفرنسية اعتقلته يوم 4 نوفمبر 1960 وأطلق سراحه بعد إعلان وقف إطلاق النار عين أثناء المرحلة الانتقالية على رأس التنفيذية المؤقتة بعد لقاء بينه ويبن لوي جوكس ممثل الحكومة الفرنسية، إستهل عمله بخطاب مُتلفز طمأن فيه الجزائريين والفرنسيين معا، وألح على رفض العنف والتعاون من أجل فرض السلم.
بعد حرب طويلة، اقتنعت فرنسا الاستعمارية بأن الكلمة الفصل في استقلال الجزائر تعود للجزائريين وحدهم الذين خرجوا بقوة يوم 1 جويلية، 1962 للإدلاء بأصواتهم والإجابة على السؤال الذي طرح عليهم في الاستفتاء
هل تريدون أن تصبح الجزائر دولة مستقلة؟، وكانت النتيجة لصالح الحرية بأغلبية كاسحة.
وبلغ عدد المصوتين بـنعم 581. 975. 5 أما المصوتون بـلا فوصل إلى 543. 16. وهي تفاصيل مدونة في أول عدد من الجريدة الرسمية للدولة الجزائرية.
وبعد يومين أي في 3 جويلية، بعث الجنرال ديغول رسالة إلى عبد الرحمن فارس رئيس الهيئة التنفيذية المؤقتة للدولة الجزائرية التي أطلق عليها البعض حكومة / روشي نوار/ بومرداس حاليا، يعلن فيها اعتراف فرنسا بنتائج الاستفتاء وباستقلال الجزائر، لتنفجر بعدها الفرحة في كامل البلاد. لكنها كانت فرحة قصيرة، فجماعة وجدة وجيش الحدود سيقتحمون العاصمة على ظهور الدبابات، وتطرد الحكومة الشرعية للثورة الجزائرية، تمهيدا لإقامة نظام أحادي لم يكن ضمن الأهداف المسطرة في بيان أول نوفمبر 1954 ,
 ويبقى اسم عبد الرحمن فارس مغيبا في التاريخ حيث أنه لا يوجد في أي مقرر دراسي من الابتدائي إلى الجامعي – اللهم ربما في الدراسات المتخصصة – هذا التغييب المتعمد لا يقتصر على هذا الرجل فقط فقد طال حقائق كثيرة تتعلق بالثورة التحريرية منها على سبيل المثال لا الحصر قضية اغتيال الشهيد مصطفى بن بولعيد[بحاجة لمصدر]
في 25 سبتمبر 1962 سلـَّم منصبه كرئيس مؤقت لفرحات عباس.

## الهيئة التنفيذية المؤقتة
كانت مجموعة الهيئة التنفيذية المؤقتة تضم كلا من «عبد الرحمن فارس»، و"شوقي مصطفاي"، و«بلعيد عبد السلام»، و«أمحمد شيخ»، و«عبد الرزاق شنتوف»، و«عبد القادر الحسار»، و«بومدين حميدو»، و«حاج إبراهيم بيوض»، و"محمد بن تفتيفة"، و«سعيد حسين».

## مواقفه
بسبب رفضه السياسة السلطوية للرئيس أحمد بن بلة، فقد تم اعتقال فارس في يوليو 1964. وبعد عام وصل هواري بومدين للحكم، وعفا عن فارس، الذي انسحب من الحياة السياسية. وفي عام 1982 نشر سيرته الذاتية باللغة الفرنسية بعنوان «الحقيقة النيئة: الجزائر من 1945 إلى الاستقلال» 

## وفاته
توفي «عبد الرحمن فارس» في 13 مايو 1991م عن عمر 79 عاماً في زموري، ولاية بومرداس، بالجزائر.

## روابط خارجية
- عبد الرحمن فارس على موقع مونزينجر (الألمانية)